# Clearbrook, Minnesota
Clearbrook là một thành phố thuộc quận Clearwater, tiểu bang Minnesota, Hoa Kỳ. Năm 2010, dân số của thành phố này là 518 người.

## Dân số
- Dân số năm 2000: 551 người.
- Dân số năm 2010: 518 người.